# Mohamed Bachir El Bouhali
 (avril 2013).
Si vous disposez d'ouvrages ou d'articles de référence ou si vous connaissez des sites web de qualité traitant du thème abordé ici, merci de compléter l'article en donnant les références utiles à sa vérifiabilité et en les liant à la section « Notes et références ».
Mohamed Bachir El Bouhali (1912-1971) est un militaire marocain.

## Biographie
Né le 12 mars 1912 à Beni Ayat près de Béni Mellal, il est sorti de l'école militaire de Dar El-Beïda l'actuelle Académie royale militaire de Meknès major de sa promotion en 1936 et est nommé chef de l’escadron d’élite de Spahis de Rabat. 
Lors de la Seconde Guerre mondiale, il s’illustre dans la campagne d’Italie et celle de libération de la France où il était placé sous les ordres des généraux Juin et Leclerc. En 1944, alors qu'il commandait une compagnie du corps d'élite des spahis, on lui ordonna de réprimer une manifestation organisée à Rabat, il refusa de faire usage des armes contre la foule, suivi en cela par ses hommes. Les autorités militaires françaises le sanctionnèrent, lui et ses hommes, et il évita de justesse la cour martiale et reçu une sanction disciplinaire.
Malgré cet acte de désobéissance, une fois la guerre passée, le Maréchal Juin qui avait été  désigné Résident Général au Maroc en 1947, lui demanda de se joindre à son cabinet militaire. Il devint ensuite  commandant du 5e bataillon à Marrakech puis, après une traversée du désert, il se voir confié en 1961, le premier bureau de l’État-Major Général des Forces armées royales marocaines (FAR), chargé de l’organisation, des effectifs et de l’équipement. En septembre 1963, Bachir El Bouhali est nommé attaché militaire à Paris quelques jours après que des troupes Algériennes soient entrées à Tarfaya, et que des blindés aient occupé les oasis de Zegdou et Mrija, préfigurant le conflit armé dans les régions de Tinjoub, Hassi Beïda et Figuig. 
Tandis que l’Algérie se fournit en armement soviétique auprès de Cuba et de l’Égypte, le Roi Hassan II le charge d’une mission spéciale : assister l’ambassadeur du Maroc à Paris, Mohamed Cherkaoui, en vue d’obtenir le soutien politique du Général de Gaulle et de coordonner avec les autorités militaires Françaises la livraison dans les meilleurs délais d’équipements et matériels adaptés au milieu saharien. Il cumule ensuite les fonctions de Major général-adjoint et de directeur de cabinet de plusieurs ministres de la Défense nationale dès 1964, avant d’être nommé Major-général des FAR en 1969. 
Il décède le 10 juillet 1971, quelques heures après la première tentative de putsch de Skhirat perpétrée contre le Roi Hassan II. Il parvient, au péril de sa vie, de mettre hors d’état de nuire le bras armée des putschistes, le lieutenant colonel M'hamed Ababou, permettant ainsi la reprise de l’État-Major de l’Armée et mettant fin aux ambitions des officiers putchistes,. Le général Oufkir lui succédera et déjouera, l’année suivante, un complot impliquant un groupuscule d’aviateurs chargé d’exécuter un attentat en plein ciel contre un avion qui transportait le Roi Hassan II. 
Mohamed Bachir El Bouhali a été décoré de la Croix de guerre, de la Médaille militaire et de plusieurs hautes distinctions marocaines et étrangères.

## Sources
- « Biographie de Mohamed Bachir El Bouhali »
- Monarchie ou dictature militaire, Magazine Reporter, no 686, 4 avril 2013